# Bucovăț
Bucovăț (pronunciación: [bukoˈvət͡s]) es una villa de la República de Moldavia ubicada en el distrito de Strășeni.
En 2004 tiene 1313 habitantes, la gran mayoría étnicamente moldavos-rumanos (1125 habitantes), aunque hay pequeñas minorías de rusos (88 habitantes) y ucranianos (74 habitantes). Incluye como pedanía el pueblo de Rassvet, de 345 habitantes.
Se conoce su existencia desde el siglo XV y obtuvo el rango administrativo de oraș en 1952.
Se ubica en el cruce de las carreteras E58 y R25, a medio camino entre Strășeni y Călărași.